# Humanitärt bistånd
Humanitära biståndsinsatser innebär humanitär hjälp vid flyktingkriser, krig eller naturkatastrofer och har i grunden två former, materiellt bistånd och skydd. 
Materiellt bistånd kan ske i form av försörjning med framför allt livsmedel, näringstillskott, husrum, vatten, sanitetsanläggningar, sjukvård och andra hälsoinsatser, samt i vissa fall undervisning. 
Skyddsåtgärder avser insatser för att säkerställa den nödställdes rättigheter till framför allt kroppslig säkerhet och värdighet. Skyddsinsatser innefattar påtalande av väpnade gruppers skyldigheter, registrerande av ställning som flykting eller internflykting, och utbildning om rättigheter och folkrättsskyldigheter. I många fall innehåller enskilda humanitära insatser inslag av både materiellt bistånd och skydd.